# Helyet! Helyet!
A Helyet! Helyet! (Make Room! Make Room!) Harry Harrison 1966-os regénye. Magyarországon a Galaktika Fantasztikus Könyvek sorozatában 2008-ban jelent meg. Harrison lehangoló, de egyre hihetőbb jövőképet fest elénk. Mindezt 1966-ban írta le, de még ma is időszerű ez az antiutópia.
A szerzőtől magyarul a Rozsdamentes Acélpatkányt olvashattuk először.

## Történet
|  | Alább a cselekmény részletei következnek! |

Az elképzelt Földön, az agyonzsúfolt New Yorkban, 1999 tikkasztóan forró nyarán kezdődik a történet, pár hónappal a millennium előtt. Itt emberpróbáló az élet a környezetszennyezés és a túlnépesedés miatt. Ebben a világban a nyersanyagforrások csaknem kimerültek, az ivóvizet és az élelmet jegyre adják. Húst csak a kiváltságosok esznek, a többség szójából, planktonokból, moszatokból, algából készült, vagy szintetikus úton előállított ételekkel táplálkozik. Kevés a lakóhely, ezért egy családra csak egy szoba jut. Hiánycikk az üzemanyag, az emberek gyalog közlekednek; a város parkolói tele vannak az elhagyott és lassan rozsdásodó gépjárművekkel. Az áramszolgáltatás esetleges, a szegények milliói az utcán élnek. Minden romos és lepusztult; amit lehetett, azt már újrahasznosították. A város vezetői és a bűnözők azonban viszonylagos fényűzésben élnek. Számukra nem gond naponta fürdeni, rendes élelmet fogyasztani, méregdrága alkoholt inni.
Három ember sorsa fonódik össze ebben a barátságtalan világban: Andy Rusch rendőrnyomozó, Billy Chung, a tajvani utcakölyök és Shirl, egy milliomos bűnöző kitartott szeretője járják haláltáncuk egyre szűkülő köreit a fojtogató tömegben, és csak remélhetik, hogy megérik a közelgő ezredfordulót.
|  | Itt a vége a cselekmény részletezésének! |

## Magyarul
- Helyet! Helyet!; ford. Kamper Gergely; Metropolis Media, Bp., 2008 (Galaktika fantasztikus könyvek)

## Egyéb
A történetből 1973-ban film is készült Zöld szója (Soylent Green) címmel Richard Fleischer rendezésében.